# Spelartrupper under världsmästerskapet i fotboll 2002
Världsmästerskapet i fotboll 2002: Spelartrupper

## Grupp A

### Danmark
Förbundskapten: Morten Olsen
| Nr | Pos. | Namn                | Födelsedatum (ålder) | Matcher | Mål |               | Klubb                    |
| -- | ---- | ------------------- | -------------------- | ------- | --- | ------------- | ------------------------ |
| 1  | MV   | Thomas Sørensen     | 25                   | 14      |     | England       | Sunderland AFC           |
| 2  | MF   | Stig Tøfting        | 32                   | 36      |     | England       | Bolton Wanderers FC      |
| 3  | F    | René Henriksen      | 32                   | 39      |     | Grekland      | Panathinaikos FC         |
| 4  | F    | Martin Laursen      | 24                   | 15      |     | Italien       | AC Milan                 |
| 5  | F    | Jan Heintze         | 38                   | 83      |     | Nederländerna | PSV Eindhoven            |
| 6  | F    | Thomas Helveg       | 30                   | 67      |     | Italien       | FC Internazionale Milano |
| 7  | MF   | Thomas Gravesen     | 26                   | 22      |     | England       | Everton FC               |
| 8  | A    | Jesper Grønkjær     | 24                   | 25      |     | England       | Chelsea FC               |
| 9  | A    | Jon Dahl Tomasson   | 25                   | 38      |     | Nederländerna | Feyenoord                |
| 10 | A    | Martin Jørgensen    | 25                   | 32      |     | Italien       | Udinese Calcio           |
| 11 | A    | Ebbe Sand           | 29                   | 44      |     | Tyskland      | FC Schalke 04            |
| 12 | F    | Niclas Jensen       | 27                   | 8       |     | England       | Manchester City FC       |
| 13 | F    | Steven Lustü        | 31                   | 4       |     | Norge         | FC Lyn Oslo              |
| 14 | MF   | Claus Jensen        | 25                   | 13      |     | England       | Charlton Athletic FC     |
| 15 | A    | Jan Michaelsen      | 31                   | 11      |     | Grekland      | Panathinaikos FC         |
| 16 | MV   | Peter Kjær          | 36                   | 4       |     | Skottland     | Aberdeen FC              |
| 17 | MF   | Christian Poulsen   | 22                   | 3       |     | Danmark       | FC Köpenhamn             |
| 18 | A    | Peter Løvenkrands   | 22                   | 4       |     | Skottland     | Rangers FC               |
| 19 | A    | Dennis Rommedahl    | 23                   | 19      |     | Nederländerna | PSV Eindhoven            |
| 20 | F    | Kasper Bøgelund     | 21                   | 2       |     | Nederländerna | PSV Eindhoven            |
| 21 | A    | Peter Madsen        | 24                   | 4       |     | Danmark       | Brøndby IF               |
| 22 | MV   | Jesper Christiansen | 24                   | 0       |     | Danmark       | Vejle BK                 |
| 23 | MF   | Brian Steen Nielsen | 33                   | 65      |     | Sverige       | Malmö FF                 |

### Frankrike
Förbundskapten: Roger Lemerre
| Nr | Pos. | Namn                 | Födelsedatum (ålder) | Matcher | Mål |           | Klubb                    |
| -- | ---- | -------------------- | -------------------- | ------- | --- | --------- | ------------------------ |
| 1  | MV   | Ulrich Ramé          | 29                   | 11      |     | Frankrike | FC Girondins de Bordeaux |
| 2  | F    | Vincent Candela      | 28                   | 36      |     | Italien   | AS Roma                  |
| 3  | F    | Bixente Lizarazu     | 32                   | 74      |     | Tyskland  | FC Bayern München        |
| 4  | MF   | Patrick Vieira       | 26                   | 52      |     | England   | Arsenal FC               |
| 5  | F    | Philippe Christanval | 23                   | 4       |     | Spanien   | FC Barcelona             |
| 6  | MF   | Youri Djorkaeff      | 34                   | 79      |     | England   | Bolton Wanderers FC      |
| 7  | MF   | Claude Makélélé      | 29                   | 14      |     | Spanien   | Real Madrid CF           |
| 8  | F    | Marcel Desailly      | 33                   | 93      |     | England   | Chelsea FC               |
| 9  | A    | Djibril Cissé        | 20                   | 1       |     | Frankrike | AJ Auxerre               |
| 10 | MF   | Zinedine Zidane      | 30                   | 73      |     | Spanien   | Real Madrid CF           |
| 11 | A    | Sylvain Wiltord      | 28                   | 38      |     | England   | Arsenal FC               |
| 12 | A    | Thierry Henry        | 24                   | 35      |     | England   | Arsenal FC               |
| 13 | F    | Mikaël Silvestre     | 24                   | 10      |     | England   | Manchester United FC     |
| 14 | MF   | Alain Boghossian     | 31                   | 26      |     | Italien   | Parma AC                 |
| 15 | F    | Lilian Thuram        | 30                   | 73      |     | Italien   | Juventus FC              |
| 16 | MV   | Fabien Barthez       | 31                   | 47      |     | England   | Manchester United FC     |
| 17 | MF   | Emmanuel Petit       | 31                   | 57      |     | England   | Chelsea FC               |
| 18 | F    | Frank Leboeuf        | 34                   | 47      |     | Frankrike | Olympique de Marseille   |
| 19 | F    | Willy Sagnol         | 25                   | 9       |     | Tyskland  | FC Bayern München        |
| 20 | A    | David Trézéguet      | 24                   | 36      |     | Italien   | Juventus FC              |
| 21 | A    | Christophe Dugarry   | 30                   | 51      |     | Frankrike | FC Girondins de Bordeaux |
| 22 | MF   | Johan Micoud         | 28                   | 14      |     | Italien   | Parma AC                 |
| 23 | MV   | Grégory Coupet       | 29                   | 1       |     | Frankrike | Olympique Lyonnais       |

### Senegal
Förbundskapten: Bruno Metsu
| Nr | Pos. | Namn              | Födelsedatum (ålder) | Matcher | Mål |           | Klubb                  |
| -- | ---- | ----------------- | -------------------- | ------- | --- | --------- | ---------------------- |
| 1  | MV   | Tony Sylva        | 27                   | 15      |     | Frankrike | AS Monaco FC           |
| 2  | F    | Omar Daf          | 25                   | 31      |     | Frankrike | FC Sochaux-Montbéliard |
| 3  | MF   | Papa Sarr         | 24                   | 22      |     | Frankrike | RC Lens                |
| 4  | F    | Papa Malick Diop  | 27                   | 25      |     | Frankrike | FC Lorient             |
| 5  | F    | Alassane Ndour    | 20                   | 7       |     | Frankrike | AS Saint-Étienne       |
| 6  | F    | Aliou Cissé       | 26                   | 20      |     | Frankrike | Montpellier Hérault SC |
| 7  | A    | Henri Camara      | 25                   | 34      |     | Frankrike | CS Sedan Ardennes      |
| 8  | A    | Amara Traore      | 36                   | 12      |     | Frankrike | FC Gueugnon            |
| 9  | A    | Souleymane Camara | 19                   | 9       |     | Frankrike | AS Monaco FC           |
| 10 | MF   | Khalilou Fadiga   | 27                   | 25      |     | Frankrike | AJ Auxerre             |
| 11 | A    | El-Hadji Diouf    | 21                   | 21      |     | Frankrike | RC Lens                |
| 12 | MF   | Amdy Faye         | 24                   | 6       |     | Frankrike | AJ Auxerre             |
| 13 | F    | Lamine Diatta     | 26                   | 19      |     | Frankrike | Stade Rennais FC       |
| 14 | MF   | Moussa Ndiaye     | 23                   | 38      |     | Frankrike | CS Sedan Ardennes      |
| 15 | MF   | Salif Diao        | 25                   | 20      |     | Frankrike | CS Sedan Ardennes      |
| 16 | MV   | Omar Diallo       | 29                   | 42      |     | Marocko   | Khouribga              |
| 17 | F    | Ferdinand Coly    | 28                   | 16      |     | Frankrike | RC Lens                |
| 18 | A    | Papa Thiaw        | 21                   | 13      |     | Frankrike | RC Strasbourg          |
| 19 | MF   | Papa Bouba Diop   | 24                   | 12      |     | Frankrike | RC Lens                |
| 20 | MF   | Sylvain Ndiaye    | 26                   | 6       |     | Frankrike | Lille OSC              |
| 21 | F    | Habib Beye        | 24                   | 6       |     | Frankrike | RC Strasbourg          |
| 22 | MV   | Kalidou Cissokho  | 29                   | 0       |     | Frankrike | Jeanne d'Arc           |
| 23 | MF   | Makthar Ndiaye    | 20                   | 11      |     | Frankrike | Stade Rennais FC       |
|    |      |                   |                      |         |     |           |                        |

### Uruguay
Förbundskapten: Victor Pua
| Nr | Pos. | Namn                  | Födelsedatum (ålder) | Matcher | Mål |         | Klubb                     |
| -- | ---- | --------------------- | -------------------- | ------- | --- | ------- | ------------------------- |
| 1  | MV   | Fabian Carini         | 22                   | 35      |     | Italien | Juventus FC               |
| 2  | F    | Gustavo Méndez        | 31                   | 45      |     | Uruguay | Club Nacional de Football |
| 3  | F    | Alejandro Lembo       | 24                   | 31      |     | Uruguay | Club Nacional de Football |
| 4  | F    | Paolo Montero         | 30                   | 45      |     | Italien | Juventus FC               |
| 5  | MF   | Pablo García          | 25                   | 36      |     | Italien | Venezia AC                |
| 6  | F    | Darío Rodríguez       | 27                   | 21      |     | Uruguay | CA Peñarol                |
| 7  | MF   | Gianni Guigou         | 27                   | 36      |     | Italien | AS Roma                   |
| 8  | A    | Gustavo Varela        | 24                   | 7       |     | Uruguay | Club Nacional de Football |
| 9  | A    | Darío Silva           | 29                   | 36      |     | Spanien | Málaga CF                 |
| 10 | MF   | Fabian O'Neill        | 28                   | 19      |     | Italien | AC Perugia                |
| 11 | A    | Federico Magallanes   | 25                   | 24      |     | Italien | Venezia AC                |
| 12 | MV   | Gustavo Munua         | 24                   | 9       |     | Uruguay | Club Nacional de Football |
| 13 | A    | Sebastian Abreu       | 25                   | 13      |     | Mexiko  | Cruz Azul                 |
| 14 | F    | Gonzalo Sorondo       | 22                   | 18      |     | Italien | FC Internazionale Milano  |
| 15 | MF   | Nicolas Olivera       | 24                   | 26      |     | Spanien | Sevilla FC                |
| 16 | MF   | Marcelo Romero        | 25                   | 22      |     | Spanien | Málaga CF                 |
| 17 | A    | Mario Regueiro        | 23                   | 14      |     | Spanien | Racing Santander          |
| 18 | A    | Richard Morales       | 27                   | 12      |     | Uruguay | Club Nacional de Football |
| 19 | F    | Joe Bizera            | 22                   | 9       |     | Uruguay | CA Peñarol                |
| 20 | A    | Álvaro Recoba         | 26                   | 43      |     | Italien | FC Internazionale Milano  |
| 21 | A    | Diego Forlán          | 23                   | 4       |     | England | Manchester United FC      |
| 22 | MF   | Gonzalo de los Santos | 25                   | 28      |     | Spanien | Valencia CF               |
| 23 | MV   | Federico Elduayen     | 24                   | 1       |     | Uruguay | CA Peñarol                |

## Grupp B

### Paraguay
Förbundskapten: Cesare Maldini
| Nr | Pos. | Namn                | Födelsedatum (ålder) | Matcher | Mål |           | Klubb                   |
| -- | ---- | ------------------- | -------------------- | ------- | --- | --------- | ----------------------- |
| 1  | MV   | José Luis Chilavert | 36                   | 69      |     | Frankrike | RC Strasbourg           |
| 2  | F    | Francisco Arce      | 31                   | 51      |     | Brasilien | SE Palmeiras            |
| 3  | F    | Pedro Sarabia       | 27                   | 40      |     | Argentina | CA River Plate          |
| 4  | F    | Carlos Gamarra      | 31                   | 76      |     | Grekland  | AEK Aten FC             |
| 5  | F    | Celso Ayala         | 31                   | 76      |     | Argentina | CA River Plate          |
| 6  | MF   | Estanislao Struway  | 33                   | 69      |     | Paraguay  | Club Libertad           |
| 7  | A    | Richart Baez        | 28                   | 25      |     | Paraguay  | Olimpia Asunción        |
| 8  | MF   | Guido Alvarenga     | 31                   | 18      |     | Mexiko    | Club León               |
| 9  | A    | Roque Santa Cruz    | 20                   | 24      |     | Paraguay  | FC Bayern München       |
| 10 | MF   | Roberto Acuña       | 30                   | 77      |     | Spanien   | Real Zaragoza           |
| 11 | A    | Jorge Campos        | 31                   | 31      |     | Chile     | CD Universidad Católica |
| 12 | MV   | Justo Villar        | 24                   | 8       |     | Paraguay  | Club Libertad           |
| 13 | MF   | Carlos Paredes      | 25                   | 41      |     | Portugal  | FC Porto                |
| 14 | MF   | Diego Gavilán       | 22                   | 21      |     | Mexiko    | Tecos UAG               |
| 15 | MF   | Carlos Bonet        | 25                   | 3       |     | Paraguay  | Club Libertad           |
| 16 | MF   | Gustavo Morinigo    | 25                   | 11      |     | Paraguay  | Club Libertad           |
| 17 | F    | Juan Carlos Franco  | 29                   | 3       |     | Paraguay  | Olimpia Asunción        |
| 18 | F    | Julio Cesar Caceres | 23                   | 1       |     | Paraguay  | Olimpia Asunción        |
| 19 | F    | Daniel Sanabria     | 24                   | 6       |     | Paraguay  | Club Libertad           |
| 20 | A    | José Cardozo        | 31                   | 57      |     | Mexiko    | Toluca                  |
| 21 | F    | Denis Caniza        | 27                   | 49      |     | Mexiko    | Santos Laguna           |
| 22 | MV   | Ricardo Tavarelli   | 32                   | 20      |     | Paraguay  | Olimpia Asunción        |
| 23 | A    | Nelson Cuevas       | 21                   | 11      |     | Argentina | CA River Plate          |

### Slovenien
Förbundskapten: Srečko Katanec
| Nr | Pos. | Namn                | Födelsedatum (ålder) | Matcher | Mål |           | Klubb                       |
| -- | ---- | ------------------- | -------------------- | ------- | --- | --------- | --------------------------- |
| 1  | MV   | Marko Simeunovič    | 34                   | 43      |     | Slovenien | NK Maribor                  |
| 2  | F    | Goran Sankovič      | 23                   | 5       |     | Tjeckien  | SK Slavia Prag              |
| 3  | F    | Željko Milinovič    | 32                   | 35      |     | Japan     | JEF United Ichihara Chiba   |
| 4  | F    | Muamer Vugdalič     | 24                   | 13      |     | Slovenien | NK Maribor                  |
| 5  | F    | Marinko Galič       | 22                   | 65      |     | Slovenien | FC Koper                    |
| 6  | F    | Aleksander Knavs    | 26                   | 38      |     | Tyskland  | 1. FC Kaiserslautern        |
| 7  | MF   | Džoni Novak         | 32                   | 68      |     | Tyskland  | SpVgg Unterhaching          |
| 8  | MF   | Aleš Čeh            | 34                   | 71      |     | Österrike | Grazer AK                   |
| 9  | A    | Milan Osterc        | 26                   | 41      |     | Israel    | Hapoel Tel-Aviv FC          |
| 10 | MF   | Zlatko Zahovič      | 31                   | 64      |     | Portugal  | SL Benfica                  |
| 11 | MF   | Miran Pavlin        | 30                   | 45      |     | Portugal  | FC Porto                    |
| 12 | MV   | Mladen Dabanovič    | 30                   | 20      |     | Belgien   | KSC Lokeren Oost-Vlaanderen |
| 13 | A    | Mladen Rudonja      | 30                   | 58      |     | England   | Portsmouth FC               |
| 14 | MF   | Saša Gajser         | 28                   | 20      |     | Belgien   | KAA Gent                    |
| 15 | MF   | Rajko Tavčar        | 27                   | 6       |     | Tyskland  | 1. FC Nürnberg              |
| 16 | A    | Senad Tiganj        | 26                   | 3       |     | Slovenien | NK Olimpija Ljubljana       |
| 17 | MF   | Zoran Pavlovič      | 26                   | 21      |     | Österrike | FK Austria Wien             |
| 18 | MF   | Milenko Ačimovič    | 25                   | 39      |     | England   | Tottenham Hotspur FC        |
| 19 | MF   | Amir Karič          | 28                   | 43      |     | Slovenien | NK Maribor                  |
| 20 | MF   | Nastja Čeh          | 24                   | 6       |     | Belgien   | Club Brugge KV              |
| 21 | A    | Sebastjan Cimirotič | 27                   | 12      |     | Italien   | US Lecce                    |
| 22 | MV   | Dejan Nemec         | 25                   | 1       |     | Belgien   | Club Brugge KV              |
| 23 | F    | Spasoje Bulajič     | 26                   | 15      |     | Tyskland  | 1. FC Köln                  |

### Spanien
Förbundskapten: José Antonio Camacho
| Nr | Pos. | Namn                      | Födelsedatum (ålder) | Matcher | Mål |         | Klubb                  |
| -- | ---- | ------------------------- | -------------------- | ------- | --- | ------- | ---------------------- |
| 1  | MV   | Iker Casillas             | 21                   | 13      |     | Spanien | Real Madrid CF         |
| 2  | F    | Curro Torres              | 25                   | 4       |     | Spanien | Valencia CF            |
| 3  | F    | Juanfran                  | 25                   | 7       |     | Spanien | RC Celta de Vigo       |
| 4  | MF   | Iván Helguera             | 27                   | 22      |     | Spanien | Real Madrid CF         |
| 5  | F    | Carles Puyol              | 24                   | 8       |     | Spanien | FC Barcelona           |
| 6  | F    | Fernando Hierro           | 34                   | 85      |     | Spanien | Real Madrid CF         |
| 7  | A    | Raúl                      | 25                   | 51      |     | Spanien | Real Madrid CF         |
| 8  | MF   | Rubén Baraja              | 26                   | 9       |     | Spanien | Valencia CF            |
| 9  | A    | Fernando Morientes        | 26                   | 19      |     | Spanien | Real Madrid CF         |
| 10 | A    | Diego Tristán             | 26                   | 7       |     | Spanien | RC Deportivo la Coruña |
| 11 | A    | Javier de Pedro           | 28                   | 5       |     | Spanien | Real Sociedad          |
| 12 | A    | Alberto Luque             | 24                   | 0       |     | Spanien | Real Mallorca          |
| 13 | MV   | Ricardo López             | 30                   | 1       |     | Spanien | Real Valladolid        |
| 14 | MF   | David Albelda             | 24                   | 2       |     | Spanien | Valencia CF            |
| 15 | F    | Enrique Romero            | 31                   | 3       |     | Spanien | RC Deportivo la Coruña |
| 16 | MF   | Gaizka Mendieta           | 28                   | 32      |     | Italien | SS Lazio               |
| 17 | MF   | Juan Carlos Valerón       | 27                   | 20      |     | Spanien | RC Deportivo la Coruña |
| 18 | MF   | Sergio González           | 25                   | 5       |     | Spanien | RC Deportivo la Coruña |
| 19 | MF   | Xavi                      | 22                   | 3       |     | Spanien | FC Barcelona           |
| 20 | F    | Miguel Ángel Nadal        | 31                   | 59      |     | Spanien | Real Mallorca          |
| 21 | MF   | Luis Enrique              | 32                   | 57      |     | Spanien | FC Barcelona           |
| 22 | MF   | Joaquín Sánchez Rodríguez | 20                   | 3       |     | Spanien | Real Betis Balompié    |
| 23 | MV   | Pedro Contreras           | 30                   | 0       |     | Spanien | Málaga CF              |

### Sydafrika
Förbundskapten: Jomo Sono
| Nr | Pos. | Namn                 | Födelsedatum (ålder) | Matcher | Mål |               | Klubb                  |
| -- | ---- | -------------------- | -------------------- | ------- | --- | ------------- | ---------------------- |
| 1  | MV   | Hans Vonk            | 32                   | 29      |     | Nederländerna | SC Heerenveen          |
| 2  | F    | Cyril Nzama          | 28                   | 19      |     | Sydafrika     | Kaizer Chiefs          |
| 3  | F    | Bradley Carnell      | 25                   | 21      |     | Tyskland      | VfB Stuttgart          |
| 4  | F    | Aaron Mokoena        | 21                   | 22      |     | Belgien       | KFC Germinal Beerschot |
| 5  | F    | Jacob Lekgetho       | 28                   | 15      |     | Ryssland      | Lokomotiv Moskva       |
| 6  | MF   | McBeth Sibaya        | 24                   | 9       |     | Sydafrika     | Jomo Cosmos            |
| 7  | MF   | Quinton Fortune      | 25                   | 39      |     | England       | Manchester United FC   |
| 8  | MF   | Thabo Mngomeni       | 33                   | 37      |     | Sydafrika     | Orlando Pirates        |
| 9  | MF   | MacDonald Mukansi    | 27                   | 7       |     | Bulgarien     | Lokomotiv Sofia        |
| 10 | MF   | Bennett Mnguni       | 28                   | 9       |     | Ryssland      | Lokomotiv Moskva       |
| 11 | MF   | Jabu Pule            | 22                   | 9       |     | Sydafrika     | Kaizer Chiefs          |
| 12 | MF   | Teboho Mokoena       | 28                   | 10      |     | Schweiz       | FC St. Gallen          |
| 13 | F    | Pierre Issa          | 27                   | 41      |     | England       | Watford FC             |
| 14 | A    | Siyabonga Nomvethe   | 24                   | 30      |     | Italien       | Udinese Calcio         |
| 15 | MF   | Sibusiso Zuma        | 27                   | 22      |     | Danmark       | FC Köpenhamn           |
| 16 | MV   | Andre Arendse        | 31                   | 49      |     | Sydafrika     | Santos Cape Town       |
| 17 | A    | Benedict McCarthy    | 24                   | 43      |     | Portugal      | FC Porto               |
| 18 | MF   | Delron Buckley       | 24                   | 32      |     | Tyskland      | VfL Bochum             |
| 19 | F    | Lucas Radebe         | 32                   | 65      |     | England       | Leeds United FC        |
| 20 | MV   | Calvin Marlin        | 30                   | 2       |     | Sydafrika     | Ajax Cape Town         |
| 21 | MF   | Steven Pienaar       | 24                   | 0       |     | Nederländerna | AFC Ajax               |
| 22 | F    | Thabang Molefe       | 43                   | 5       |     | Sydafrika     | Jomo Cosmos            |
| 23 | A    | George Koumantarikis | 28                   | 6       |     | Schweiz       | FC Basel               |

## Grupp C

### Brasilien
Förbundskapten: Luiz Felipe Scolari
| Nr | Pos. | Namn           | Födelsedatum (ålder) | Matcher | Mål |           | Klubb                   |
| -- | ---- | -------------- | -------------------- | ------- | --- | --------- | ----------------------- |
| 1  | MV   | Marcos         | 28                   | 15      |     | Brasilien | SE Palmeiras            |
| 2  | F    | Cafú           | 32                   | 103     |     | Italien   | AS Roma                 |
| 3  | F    | Lúcio          | 24                   | 15      |     | Tyskland  | TSV Bayer 04 Leverkusen |
| 4  | F    | Roque Junior   | 25                   | 17      |     | Italien   | AC Milan                |
| 5  | F    | Edmílson       | 26                   | 12      |     | Frankrike | Olympique Lyonnais      |
| 6  | F    | Roberto Carlos | 29                   | 84      |     | Spanien   | Real Madrid CF          |
| 7  | MF   | Ricardinho     | 26                   | 3       |     | Brasilien | SC Corinthians Paulista |
| 8  | MF   | Gilberto Silva | 25                   | 6       |     | Brasilien | Atlético Mineiro        |
| 9  | A    | Ronaldo        | 25                   | 56      |     | Spanien   | Real Madrid CF          |
| 10 | A    | Rivaldo        | 30                   | 58      |     | Spanien   | FC Barcelona            |
| 11 | MF   | Ronaldinho     | 22                   | 24      |     | Frankrike | Paris Saint-Germain FC  |
| 12 | MV   | Dida           | 28                   | 49      |     | Brasilien | SC Corinthians Paulista |
| 13 | F    | Belletti       | 26                   | 10      |     | Brasilien | São Paulo FC            |
| 14 | F    | Ânderson Polga | 23                   | 5       |     | Brasilien | Grêmio FBPA             |
| 15 | MF   | José Kléberson | 23                   | 5       |     | Brasilien | Atlético Paranaense     |
| 16 | F    | Júnior         | 29                   | 12      |     | Italien   | Parma AC                |
| 17 | A    | Denílson       | 24                   | 53      |     | Spanien   | Real Betis              |
| 18 | MF   | Vampeta        | 28                   | 36      |     | Brasilien | SC Corinthians Paulista |
| 19 | MF   | Juninho        | 29                   | 43      |     | Brasilien | CR Flamengo             |
| 20 | A    | Edílson        | 31                   | 17      |     | Brasilien | Cruzeiro EC             |
| 21 | A    | Luizão         | 26                   | 8       |     | Brasilien | Grêmio FBPA             |
| 22 | MV   | Rogério Ceni   | 29                   | 12      |     | Brasilien | São Paulo FC            |
| 23 | MF   | Kaká           | 20                   | 2       |     | Brasilien | São Paulo FC            |

### Costa Rica
Förbundskapten: Alexander Guimaraes
| Nr | Pos. | Namn                | Födelsedatum (ålder) | Matcher | Mål |            | Klubb              |
| -- | ---- | ------------------- | -------------------- | ------- | --- | ---------- | ------------------ |
| 1  | MV   | Erick Lonnis        | 36                   | 74      |     | Costa Rica | Deportivo Saprissa |
| 2  | F    | Jervis Drummond     | 25                   | 38      |     | Costa Rica | Deportivo Saprissa |
| 3  | F    | Luis Marín          | 27                   | 74      |     | Costa Rica | LD Alajuelense     |
| 4  | F    | Mauricio Wright     | 31                   | 40      |     | Costa Rica | CS Herediano       |
| 5  | F    | Gilberto Martínez   | 22                   | 27      |     | Costa Rica | Deportivo Saprissa |
| 6  | MF   | Wilmer López        | 30                   | 68      |     | Costa Rica | LD Alajuelense     |
| 7  | A    | Rolando Fonseca     | 27                   | 79      |     | Costa Rica | Deportivo Saprissa |
| 8  | MF   | Mauricio Solis      | 29                   | 84      |     | Costa Rica | LD Alajuelense     |
| 9  | A    | Paulo Wanchope      | 25                   | 48      |     | England    | Manchester City FC |
| 10 | MF   | Walter Centeño      | 27                   | 49      |     | Costa Rica | Deportivo Saprissa |
| 11 | A    | Rónald Gómez        | 27                   | 53      |     | Grekland   | OFI Kreta          |
| 12 | A    | Winston Parks       | 20                   | 3       |     | Italien    | Udinese Calcio     |
| 13 | A    | Daniel Vallejos     | 21                   | 2       |     | Costa Rica | CS Herediano       |
| 14 | F    | Juan José Rodríguez | 34                   | 2       |     | Costa Rica | AD San Carlos      |
| 15 | F    | Harold Wallace      | 26                   | 54      |     | Costa Rica | LD Alajuelense     |
| 16 | A    | Steven Bryce        | 24                   | 33      |     | Costa Rica | LD Alajuelense     |
| 17 | MF   | Hernán Medford      | 34                   | 87      |     | Costa Rica | Deportivo Saprissa |
| 18 | MV   | Alvaro Mesen        | 29                   | 16      |     | Costa Rica | LD Alajuelense     |
| 19 | MF   | Rodrigo Cordero     | 28                   | 25      |     | Costa Rica | CS Herediano       |
| 20 | A    | William Sunsing     | 25                   | 23      |     | Costa Rica | CS Herediano       |
| 21 | F    | Pablo Chinchilla    | 23                   | 12      |     | Costa Rica | LD Alajuelense     |
| 22 | F    | Carlos Castro       | 23                   | 22      |     | Costa Rica | LD Alajuelense     |
| 23 | MV   | Lester Morgan       | 26                   | 5       |     | Costa Rica | CS Herediano       |

### Kina
Förbundskapten: Bora Milutinović
| Nr | Pos. | Namn         | Födelsedatum (ålder) | Matcher | Mål |           | Klubb               |
| -- | ---- | ------------ | -------------------- | ------- | --- | --------- | ------------------- |
| 1  | MV   | An Qi        | 21                   | 4       |     | Kina      | Dalian Shide        |
| 2  | F    | Zhang Enhua  | 28                   | 65      |     | Kina      | Dalian Shide        |
| 3  | F    | Yang Pu      | 24                   | 9       |     | Kina      | Beijing Guoan       |
| 4  | F    | Wu Chengying | 27                   | 47      |     | Kina      | Shanghai Shenhua    |
| 5  | F    | Fan Zhiyi    | 32                   | 105     |     | Skottland | Dundee FC           |
| 6  | MF   | Shao Jiayi   | 22                   | 21      |     | Kina      | Beijing Guoan       |
| 7  | F    | Sun Jihai    | 24                   | 57      |     | England   | Manchester City FC  |
| 8  | MF   | Li Tie       | 24                   | 67      |     | Kina      | Liaoning            |
| 9  | MF   | Ma Mingyu    | 29                   | 86      |     | Kina      | Sichuan Guancheng   |
| 10 | A    | Hao Haidong  | 31                   | 90      |     | Kina      | Dalian Shide        |
| 11 | MF   | Yu Genwei    | 25                   | 13      |     | Kina      | Tianjin Teda FC     |
| 12 | A    | Su Maozhen   | 29                   | 48      |     | Kina      | Shandong Luneng     |
| 13 | MF   | Gao Yao      | 31                   | 6       |     | Kina      | Shandong Luneng     |
| 14 | F    | Li Weifeng   | 24                   | 48      |     | Kina      | Shenzhen Pingan     |
| 15 | MF   | Zhao Junzhe  | 23                   | 0       |     | Kina      | Beijing Guoan       |
| 16 | A    | Qu Bo        | 20                   | 0       |     | Kina      | Qingdao Hainiu      |
| 17 | F    | Du Wei       | 20                   | 3       |     | Kina      | Shanghai Shenhua    |
| 18 | MF   | Li Xiaopeng  | 25                   | 20      |     | Kina      | Shandong Luneng     |
| 19 | MF   | Qi Hong      | 26                   | 34      |     | Kina      | Shanghai Zhongyuan  |
| 20 | A    | Yang Chen    | 28                   | 24      |     | Tyskland  | Eintracht Frankfurt |
| 21 | F    | Xu Yunlong   | 23                   | 0       |     | Kina      | Beijing Guoan       |
| 22 | MV   | Jiang Jin    | 32                   | 52      |     | Kina      | Tianjin Teda FC     |
| 23 | MV   | Ou Chuliang  | 33                   | 0       |     | Kina      | Yunnan Hongta       |

### Turkiet
Förbundskapten: Şenol Güneş
| Nr | Pos. | Namn             | Födelsedatum (ålder) | Matcher | Mål |          | Klubb                    |
| -- | ---- | ---------------- | -------------------- | ------- | --- | -------- | ------------------------ |
| 1  | MV   | Rüştü Reçber     | 29                   | 63      |     | Turkiet  | Fenerbahçe SK            |
| 2  | F    | Emre Aşık        | 28                   | 15      |     | Turkiet  | Galatasaray SK           |
| 3  | F    | Bülent Korkmaz   | 33                   | 68      |     | Turkiet  | Galatasaray SK           |
| 4  | F    | Fatih Akyel      | 23                   | 35      |     | Turkiet  | Fenerbahçe SK            |
| 5  | F    | Alpay Özalan     | 29                   | 59      |     | England  | Aston Villa FC           |
| 6  | A    | Arif Erdem       | 30                   | 49      |     | Turkiet  | Galatasaray SK           |
| 7  | MF   | Okan Buruk       | 28                   | 25      |     | Italien  | FC Internazionale Milano |
| 8  | MF   | Tugay Kerimoğlu  | 31                   | 59      |     | England  | Blackburn Rovers FC      |
| 9  | A    | Hakan Şükür      | 30                   | 72      |     | Italien  | Parma AC                 |
| 10 | MF   | Yıldıray Baştürk | 23                   | 12      |     | Tyskland | TSV Bayer 04 Leverkusen  |
| 11 | A    | Hasan Şaş        | 25                   | 14      |     | Turkiet  | Galatasaray SK           |
| 12 | MV   | Ömer Çatçık      | 27                   | 5       |     | Turkiet  | Gaziantepspor            |
| 13 | MF   | Mustafa İzzet    | 27                   | 6       |     | England  | Leicester City FC        |
| 14 | MF   | Tayfur Havutçu   | 32                   | 37      |     | Turkiet  | Beşiktaş JK              |
| 15 | A    | Nihat Kahveci    | 22                   | 10      |     | Spanien  | Real Sociedad            |
| 16 | F    | Ümit Özat        | 25                   | 13      |     | Turkiet  | Fenerbahçe SK            |
| 17 | A    | İlhan Mansız     | 26                   | 5       |     | Turkiet  | Beşiktaş JK              |
| 18 | MF   | Ergün Penbe      | 30                   | 0       |     | Turkiet  | Galatasaray SK           |
| 19 | MF   | Abdullah Ercan   | 30                   | 69      |     | Turkiet  | Fenerbahçe SK            |
| 20 | F    | Hakan Ünsal      | 29                   | 24      |     | England  | Blackburn Rovers FC      |
| 21 | MF   | Emre Belözoğlu   | 21                   | 11      |     | Italien  | FC Internazionale Milano |
| 22 | MF   | Ümit Davala      | 28                   | 23      |     | Italien  | AC Milan                 |
| 23 | MV   | Zafer Özgültekın | 27                   | 1       |     | Turkiet  | Ankaragücü               |

## Grupp D

### Polen
Förbundskapten: Jerzy Engel
| Nr | Pos. | Namn               | Födelsedatum (ålder) | Matcher | Mål |               | Klubb                  |
| -- | ---- | ------------------ | -------------------- | ------- | --- | ------------- | ---------------------- |
| 1  | MV   | Jerzy Dudek        | 29                   | 21      |     | England       | Liverpool FC           |
| 2  | F    | Tomasz Kłos        | 29                   | 37      |     | Tyskland      | 1. FC Kaiserslautern   |
| 3  | F    | Jacek Zieliński    | 34                   | 52      |     | Polen         | Legia Warszawa         |
| 4  | F    | Michał Żewłakow    | 26                   | 25      |     | Belgien       | RE Mouscron            |
| 5  | MF   | Tomasz Rząsa       | 29                   | 9       |     | Nederländerna | Feyenoord              |
| 6  | F    | Tomasz Hajto       | 29                   | 44      |     | Tyskland      | FC Schalke 04          |
| 7  | MF   | Piotr Świerczewski | 30                   | 65      |     | Frankrike     | Olympique de Marseille |
| 8  | A    | Cezary Kucharski   | 30                   | 15      |     | Polen         | Legia Warszawa         |
| 9  | A    | Paweł Kryszałowicz | 27                   | 23      |     | Tyskland      | Eintracht Frankfurt    |
| 10 | MF   | Radosław Kałużny   | 28                   | 30      |     | Tyskland      | FC Energie Cottbus     |
| 11 | A    | Emmanuel Olisadebe | 23                   | 16      |     | Grekland      | Panathinaikos          |
| 12 | MV   | Radosław Majdan    | 30                   | 5       |     | Turkiet       | Göztepe SK             |
| 13 | F    | Arkadiusz Głowacki | 23                   | 2       |     | Polen         | Wisła Kraków           |
| 14 | A    | Marcin Żewłakow    | 28                   | 17      |     | Belgien       | RE Mouscron            |
| 15 | F    | Tomasz Wałdoch     | 31                   | 71      |     | Tyskland      | FC Schalke 04          |
| 16 | MF   | Maciej Murawski    | 28                   | 4       |     | Polen         | Legia Warszawa         |
| 17 | MF   | Arkadiusz Bąk      | 27                   | 12      |     | Polen         | Widzew Łódź            |
| 18 | MF   | Jacek Krzynówek    | 26                   | 23      |     | Tyskland      | 1. FC Nürnberg         |
| 19 | A    | Maciej Żurawski    | 25                   | 9       |     | Polen         | Wisła Kraków           |
| 20 | F    | Jacek Bąk          | 29                   | 36      |     | Frankrike     | RC Lens                |
| 21 | F    | Marek Koźmiński    | 31                   | 42      |     | Italien       | AC Ancona              |
| 22 | MV   | Adam Matysek       | 31                   | 34      |     | Polen         | RKS Radomsko           |
| 23 | MF   | Paweł Sibik        | 31                   | 2       |     | Polen         | Odra Wodzisław         |

### Portugal
Förbundskapten: Antonio Oliveira
| Nr | Pos. | Namn                   | Födelsedatum (ålder) | Matcher | Mål |           | Klubb                    |
| -- | ---- | ---------------------- | -------------------- | ------- | --- | --------- | ------------------------ |
| 1  | MV   | Vítor Baía             | 32                   | 75      |     | Portugal  | FC Porto                 |
| 2  | F    | Jorge Costa            | 30                   | 46      |     | Portugal  | FC Porto                 |
| 3  | F    | Abel Xavier            | 29                   | 18      |     | England   | Liverpool FC             |
| 4  | F    | Caneira                | 23                   | 1       |     | Portugal  | SL Benfica               |
| 5  | F    | Fernando Couto         | 33                   | 82      |     | Italien   | SS Lazio                 |
| 6  | MF   | Paulo Sousa            | 31                   | 50      |     | Spanien   | RCD Espanyol             |
| 7  | MF   | Luís Figo              | 29                   | 81      |     | Spanien   | Real Madrid CF           |
| 8  | A    | João Manuel Pinto Tomé | 30                   | 77      |     | Portugal  | Sporting Lissabon        |
| 9  | A    | Pedro Miguel Pauleta   | 29                   | 33      |     | Frankrike | FC Girondins de Bordeaux |
| 10 | MF   | Rui Costa              | 30                   | 67      |     | Italien   | AC Milan                 |
| 11 | MF   | Sérgio Conceição       | 27                   | 41      |     | Italien   | FC Internazionale Milano |
| 12 | MF   | Hugo Viana             | 19                   | 4       |     | Portugal  | Sporting Lissabon        |
| 13 | F    | Jorge Andrade          | 24                   | 5       |     | Portugal  | FC Porto                 |
| 14 | MF   | Pedro Barbosa          | 31                   | 21      |     | Portugal  | Sporting Lissabon        |
| 15 | MV   | Nelson                 | 26                   | 1       |     | Portugal  | Sporting Lissabon        |
| 16 | MV   | David Ricardo          | 26                   | 10      |     | Portugal  | Boavista FC              |
| 17 | MF   | Paulo Bento            | 33                   | 31      |     | Portugal  | Sporting Lissabon        |
| 18 | F    | Frechaut               | 24                   | 9       |     | Portugal  | Boavista FC              |
| 19 | MF   | Capucho                | 30                   | 29      |     | Portugal  | FC Porto                 |
| 20 | MF   | Petit                  | 25                   | 9       |     | Portugal  | Boavista FC              |
| 21 | A    | Nuno Gomes             | 25                   | 28      |     | Italien   | ACF Fiorentina           |
| 22 | F    | Beto                   | 26                   | 16      |     | Portugal  | Sporting Lissabon        |
| 23 | F    | Rui Jorge              | 29                   | 20      |     | Portugal  | Sporting Lissabon        |

### Sydkorea
Förbundskapten: Guus Hiddink
| Nr | Pos. | Namn           | Födelsedatum (ålder) | Matcher | Mål |          | Klubb                     |
| -- | ---- | -------------- | -------------------- | ------- | --- | -------- | ------------------------- |
| 1  | MV   | Lee Woon-Jae   | 30                   | 32      |     | Sydkorea | Suwon Samsung Bluewings   |
| 2  | MF   | Hyun Young-min | 22                   | 8       |     | Sydkorea | Ulsan Hyundai Horang-i    |
| 3  | MF   | Choi Sung-Yong | 26                   | 60      |     | Sydkorea | Suwon Samsung Bluewings   |
| 4  | F    | Choi Jin-Cheul | 31                   | 15      |     | Sydkorea | Cheonbuk Hyundai Motors   |
| 5  | MF   | Kim Nam-Il     | 25                   | 21      |     | Sydkorea | Chunnam Dragons           |
| 6  | MF   | Yoo Sang-Chul  | 30                   | 92      |     | Japan    | Kashiwa Reysol            |
| 7  | F    | Kim Tae-Young  | 31                   | 74      |     | Sydkorea | Chunnam Dragons           |
| 8  | A    | Choi Tae-Uk    | 21                   | 16      |     | Sydkorea | Anyang LG Cheetahs        |
| 9  | A    | Seol Ki-hyeon  | 23                   | 31      |     | Belgien  | RSC Anderlecht            |
| 10 | MF   | Lee Young-pyo  | 25                   | 48      |     | Sydkorea | Anyang LG Cheetahs        |
| 11 | A    | Choi Yong-Soo  | 28                   | 58      |     | Japan    | JEF United Ichihara Chiba |
| 12 | MV   | Kim Byung-Ji   | 32                   | 58      |     | Sydkorea | Pohang Steelers           |
| 13 | MF   | Lee Eul-Yong   | 26                   | 19      |     | Sydkorea | Bucheon SK                |
| 14 | MF   | Lee Chun-soo   | 20                   | 22      |     | Sydkorea | Ulsan Hyundai Horang-i    |
| 15 | F    | Lee Min-Sung   | 28                   | 52      |     | Sydkorea | Busan Icons               |
| 16 | MF   | Cha Doo-Ri     | 21                   | 12      |     | Sydkorea | Korea University          |
| 17 | MF   | Yoon Jung-Hwan | 29                   | 36      |     | Japan    | Cerezo Osaka              |
| 18 | MF   | Hwang Sun-Hong | 33                   | 95      |     | Japan    | Kashiwa Reysol            |
| 19 | A    | Ahn Jung-hwan  | 26                   | 19      |     | Italien  | AC Perugia                |
| 20 | F    | Hong Myung-Bo  | 33                   | 124     |     | Sydkorea | Pohang Steelers           |
| 21 | MF   | Park Ji-sung   | 21                   | 30      |     | Japan    | Kyoto Purple Sanga        |
| 22 | MF   | Song Chong-Gug | 23                   | 27      |     | Sydkorea | Busan Icons               |
| 23 | MV   | Choi En-Sung   | 31                   | 1       |     | Sydkorea | Daejeon Citizen           |

### USA
Förbundskapten: Bruce Arena
| Nr | Pos. | Namn             | Födelsedatum (ålder) | Matcher | Mål |               | Klubb                   |
| -- | ---- | ---------------- | -------------------- | ------- | --- | ------------- | ----------------------- |
| 1  | MV   | Brad Friedel     | 31                   | 74      |     | England       | Blackburn Rovers FC     |
| 2  | MF   | Frankie Hejduk   | 27                   | 38      |     | Tyskland      | TSV Bayer 04 Leverkusen |
| 3  | F    | Gregg Berhalter  | 28                   | 25      |     | England       | Crystal Palace FC       |
| 4  | F    | Pablo Mastroeni  | 25                   | 8       |     | USA           | Colorado Rapids         |
| 5  | MF   | John O'Brien     | 24                   | 13      |     | Nederländerna | AFC Ajax                |
| 6  | F    | David Regis      | 33                   | 28      |     | Frankrike     | FC Metz                 |
| 7  | MF   | Eddie Lewis      | 28                   | 38      |     | England       | Fulham FC               |
| 8  | MF   | Earnie Stewart   | 33                   | 77      |     | Nederländerna | NAC Breda               |
| 9  | A    | Joe-Max Moore    | 31                   | 95      |     | England       | Everton FC              |
| 10 | MF   | Claudio Reyna    | 28                   | 86      |     | England       | Sunderland AFC          |
| 11 | A    | Clint Mathis     | 25                   | 19      |     | USA           | MetroStars              |
| 12 | F    | Jeff Agoos       | 33                   | 127     |     | USA           | San Jose Earthquakes    |
| 13 | MF   | Cobi Jones       | 31                   | 153     |     | USA           | Los Angeles Galaxy      |
| 14 | F    | Steve Cherundolo | 23                   | 10      |     | Tyskland      | Hannover 96             |
| 15 | A    | Josh Wolff       | 25                   | 16      |     | USA           | Chicago Fire            |
| 16 | F    | Carlos Llamosa   | 32                   | 26      |     | USA           | New England Revolution  |
| 17 | MF   | DaMarcus Beasley | 20                   | 9       |     | USA           | Chicago Fire            |
| 18 | MV   | Kasey Keller     | 32                   | 58      |     | England       | Tottenham Hotspur FC    |
| 19 | MV   | Tony Meola       | 33                   | 98      |     | USA           | Kansas City Wizards     |
| 20 | A    | Brian McBride    | 29                   | 58      |     | USA           | Columbus Crew           |
| 21 | A    | Landon Donovan   | 20                   | 20      |     | USA           | San Jose Earthquakes    |
| 22 | F    | Tony Sanneh      | 31                   | 29      |     | Tyskland      | 1. FC Nürnberg          |
| 23 | F    | Eddie Pope       | 28                   | 48      |     | USA           | D.C. United             |

## Grupp E

### Irland
Förbundskapten: Mick McCarthy
| Nr | Pos. | Namn             | Födelsedatum (ålder) | Matcher | Mål |         | Klubb                |
| -- | ---- | ---------------- | -------------------- | ------- | --- | ------- | -------------------- |
| 1  | MV   | Shay Given       | 26                   | 39      |     | England | Newcastle United FC  |
| 2  | F    | Steve Finnan     | 26                   | 13      |     | England | Fulham FC            |
| 3  | F    | Ian Harte        | 24                   | 40      |     | England | Leeds United FC      |
| 4  | F    | Kenny Cunningham | 30                   | 38      |     | England | Wimbledon FC         |
| 5  | F    | Steve Staunton   | 33                   | 98      |     | England | Aston Villa FC       |
| 6  | MF   | Roy Keane        | 30                   | 58      |     | England | Manchester United FC |
| 7  | MF   | Jason McAteer    | 30                   | 47      |     | England | Sunderland AFC       |
| 8  | MF   | Matt Holland     | 28                   | 19      |     | England | Ipswich Town FC      |
| 9  | A    | Damien Duff      | 23                   | 26      |     | England | Blackburn Rovers FC  |
| 10 | A    | Robbie Keane     | 21                   | 33      |     | England | Leeds United FC      |
| 11 | MF   | Kevin Kilbane    | 25                   | 31      |     | England | Sunderland AFC       |
| 12 | MF   | Mark Kinsella    | 29                   | 28      |     | England | Charlton Athletic FC |
| 13 | A    | David Connolly   | 24                   | 33      |     | England | Wimbledon FC         |
| 14 | F    | Gary Breen       | 28                   | 43      |     |         | Klubblös             |
| 15 | F    | Richard Dunne    | 22                   | 14      |     | England | Manchester City FC   |
| 16 | MV   | Dean Kiely       | 31                   | 6       |     | England | Charlton Athletic FC |
| 17 | A    | Niall Quinn      | 35                   | 88      |     | England | Sunderland AFC       |
| 18 | F    | Gary Kelly       | 27                   | 46      |     | England | Leeds United FC      |
| 19 | A    | Clinton Morrison | 23                   | 7       |     | England | Crystal Palace FC    |
| 20 | F    | Andy O'Brien     | 22                   | 5       |     | England | Newcastle United FC  |
| 21 | A    | Steven Reid      | 21                   | 5       |     | England | Millwall FC          |
| 22 | MF   | Lee Carsley      | 28                   | 19      |     | England | Everton FC           |
| 23 | MV   | Alan Kelly       | 33                   | 34      |     | England | Blackburn Rovers FC  |

### Kamerun
Förbundskapten: Winfried Schäfer
| Nr | Pos. | Namn                 | Födelsedatum (ålder) | Matcher | Mål |                       | Klubb                  |
| -- | ---- | -------------------- | -------------------- | ------- | --- | --------------------- | ---------------------- |
| 1  | MV   | Alioum Boukar        | 30                   | 46      |     | Turkiet               | Samsunspor             |
| 2  | MF   | Bill Tchato          | 27                   | 12      |     | Frankrike             | Montpellier HSC        |
| 3  | F    | Pierre Wome          | 23                   | 46      |     | Italien               | Bologna FC             |
| 4  | F    | Rigobert Song        | 25                   | 59      |     | Tyskland              | 1. FC Köln             |
| 5  | F    | Raymond Kalla        | 27                   | 47      |     | Spanien               | CF Extremadura         |
| 6  | F    | Pierre Njanka        | 27                   | 31      |     | Frankrike             | RC Strasbourg          |
| 7  | MF   | Joseph Ndo           | 26                   | 16      |     | Förenade arabemiraten | Al Khalees             |
| 8  | F    | Geremi Njitap        | 23                   | 38      |     | Spanien               | Real Madrid CF         |
| 9  | A    | Samuel Eto'o         | 21                   | 27      |     | Spanien               | Real Mallorca          |
| 10 | A    | Patrick Mboma        | 31                   | 42      |     | England               | Sunderland AFC         |
| 11 | A    | Pius Ndiefi          | 28                   | 13      |     | Frankrike             | CS Sedan Ardennes      |
| 12 | MF   | Lauren Etame Mayer   | 25                   | 15      |     | England               | Arsenal FC             |
| 13 | F    | Lucien Mettomo       | 25                   | 17      |     | England               | Manchester City FC     |
| 14 | MF   | Joel Epalle          | 24                   | 22      |     | Grekland              | Panathinaikos FC       |
| 15 | MF   | Nicolas Alnoudji     | 22                   | 15      |     | Turkiet               | Rizespor               |
| 16 | MV   | Jacques Songo'o      | 38                   | 66      |     | Frankrike             | FC Metz                |
| 17 | MF   | Marc-Vivien Foé      | 27                   | 47      |     | Frankrike             | Olympique Lyonnais     |
| 18 | A    | Patrick Suffo        | 24                   | 18      |     | England               | Sheffield United FC    |
| 19 | MF   | Eric Djemba-Djemba   | 21                   | 0       |     | Frankrike             | FC Nantes Atlantique   |
| 20 | MF   | Salomon Olembé       | 21                   | 39      |     | Frankrike             | Olympique de Marseille |
| 21 | A    | Joseph-Désiré Job    | 24                   | 34      |     | Frankrike             | FC Metz                |
| 22 | MV   | Idriss Carlos Kameni | 18                   | 1       |     | Frankrike             | Le Havre AC            |
| 23 | MF   | Daniel Ngom Kome     | 22                   | 4       |     | Spanien               | CD Numancia            |

### Saudiarabien
Förbundskapten: Nasser Al Johar
| Nr | Pos. | Namn                         | Födelsedatum (ålder) | Matcher | Mål |              | Klubb               |
| -- | ---- | ---------------------------- | -------------------- | ------- | --- | ------------ | ------------------- |
| 1  | MV   | Mohammed Al-Deayea           | 29                   | 168     |     | Saudiarabien | Al-Hilal            |
| 2  | F    | Mohammed Al-Jahani           | 26                   | 73      |     | Saudiarabien | Al-Ahli SC (Jeddah) |
| 3  | F    | Redha Tukar                  | 26                   | 5       |     | Saudiarabien | Al-Shabab           |
| 4  | F    | Abdullah Zubromawi           | 28                   | 115     |     | Saudiarabien | Al-Ahli SC (Jeddah) |
| 5  | F    | Mohsin Harthi                | 25                   | 20      |     | Saudiarabien | Al-Nassr            |
| 6  | F    | Fouzi Al-Shehri              | 22                   | 2       |     | Saudiarabien | Al-Ahli SC (Jeddah) |
| 7  | MF   | Ibrahim Al-Shahrani          | 27                   | 59      |     | Saudiarabien | Al-Ahli SC (Jeddah) |
| 8  | MF   | Mohammed Noor                | 24                   | 29      |     | Saudiarabien | Al-Ittihad          |
| 9  | A    | Sami Al-Jaber                | 29                   | 148     |     | Saudiarabien | Al-Hilal            |
| 10 | MF   | Mohammad Al-Shlhoub          | 21                   | 17      |     | Saudiarabien | Al-Hilal            |
| 11 | A    | Obaid Al-Dosari              | 26                   | 97      |     | Saudiarabien | Al-Ahli             |
| 12 | F    | Ahmed Dukhi Al-Dosari        | 25                   | 47      |     | Saudiarabien | Al-Hilal            |
| 13 | F    | Hussein Sulimani             | 25                   | 80      |     | Saudiarabien | Al-Ahli             |
| 14 | MF   | Abdulaziz Khathran           | 28                   | 0       |     | Saudiarabien | Al-Shabab           |
| 15 | A    | Abdullah Gaman Al-Dosari     | 24                   | 20      |     | Saudiarabien | Al-Hilal            |
| 16 | MF   | Khamis Alowairan Al-Dosari   | 28                   | 76      |     | Saudiarabien | Al-Ittihad          |
| 17 | MF   | Abdullah Alwaked Al-Shahrani | 26                   | 45      |     | Saudiarabien | Al-Shabab           |
| 18 | MF   | Nawaf Al-Temyat              | 25                   | 48      |     | Saudiarabien | Al-Hilal            |
| 19 | MF   | Omar Al-Ghamdi               | 22                   | 28      |     | Saudiarabien | Al-Hilal            |
| 20 | A    | Al Hasan Al-Yami             | 29                   | 18      |     | Saudiarabien | Al-Ittihad          |
| 21 | MV   | Mabrouk Zaid                 | 23                   | 1       |     | Saudiarabien | Al-Ittihad          |
| 22 | MV   | Mohammed Khojali Babkr       | 29                   | 12      |     | Saudiarabien | Al-Nassr            |
| 23 | F    | Mansour Al-Thaqafi           | 23                   | 0       |     | Saudiarabien | Al-Nassr            |

### Tyskland
Förbundskapten: Rudi Völler
| Nr | Pos. | Namn                | Födelsedatum (ålder) | Matcher | Mål |           | Klubb                   |
| -- | ---- | ------------------- | -------------------- | ------- | --- | --------- | ----------------------- |
| 1  | MV   | Oliver Kahn         | 33                   | 45      |     | Tyskland  | FC Bayern München       |
| 2  | F    | Thomas Linke        | 32                   | 34      |     | Tyskland  | FC Bayern München       |
| 3  | F    | Marko Rehmer        | 30                   | 27      |     | Tyskland  | Hertha BSC Berlin       |
| 4  | F    | Frank Baumann       | 26                   | 11      |     | Tyskland  | SV Werder Bremen        |
| 5  | MF   | Carsten Ramelow     | 28                   | 25      |     | Tyskland  | TSV Bayer 04 Leverkusen |
| 6  | F    | Christian Ziege     | 30                   | 66      |     | England   | Tottenham Hotspur FC    |
| 7  | A    | Oliver Neuville     | 29                   | 30      |     | Tyskland  | TSV Bayer 04 Leverkusen |
| 8  | MF   | Dietmar Hamann      | 28                   | 40      |     | England   | Liverpool FC            |
| 9  | A    | Carsten Jancker     | 27                   | 26      |     | Tyskland  | FC Bayern München       |
| 10 | MF   | Lars Ricken         | 25                   | 16      |     | Tyskland  | BV Borussia 09 Dortmund |
| 11 | A    | Miroslav Klose      | 24                   | 12      |     | Tyskland  | 1. FC Kaiserslautern    |
| 12 | MV   | Jens Lehmann        | 32                   | 14      |     | Tyskland  | BV Borussia 09 Dortmund |
| 13 | MF   | Michael Ballack     | 25                   | 22      |     | Tyskland  | TSV Bayer 04 Leverkusen |
| 14 | A    | Gerald Asamoah      | 23                   | 11      |     | Tyskland  | Schalke 04              |
| 15 | F    | Sebastian Kehl      | 22                   | 8       |     | Tyskland  | BV Borussia 09 Dortmund |
| 16 | MF   | Jens Jeremies       | 28                   | 33      |     | Tyskland  | FC Bayern München       |
| 17 | A    | Marco Bode          | 32                   | 34      |     | Tyskland  | SV Werder Bremen        |
| 18 | MF   | Jörg Böhme          | 28                   | 6       |     | Tyskland  | FC Schalke 04           |
| 19 | MF   | Bernd Schneider     | 28                   | 9       |     | Tyskland  | TSV Bayer 04 Leverkusen |
| 20 | A    | Oliver Bierhoff     | 34                   | 65      |     | Frankrike | AS Monaco               |
| 21 | F    | Christoph Metzelder | 21                   | 6       |     | Tyskland  | BV Borussia 09 Dortmund |
| 22 | MF   | Torsten Frings      | 25                   | 8       |     | Tyskland  | SV Werder Bremen        |
| 23 | MV   | Hans-Jörg Butt      | 28                   | 2       |     | Tyskland  | TSV Bayer 04 Leverkusen |

## Grupp F

### Argentina
Förbundskapten: Marcelo Bielsa
| Nr | Pos. | Namn                 | Födelsedatum (ålder) | Matcher | Mål |           | Klubb                    |
| -- | ---- | -------------------- | -------------------- | ------- | --- | --------- | ------------------------ |
| 1  | MV   | Germán Burgos        | 33                   | 35      |     | Spanien   | Atlético Madrid          |
| 2  | F    | Roberto Ayala        | 29                   | 74      |     | Spanien   | Valencia CF              |
| 3  | MF   | Juan Pablo Sorín     | 26                   | 35      |     | Brasilien | Cruzeiro EC              |
| 4  | F    | Mauricio Pochettino  | 30                   | 16      |     | Frankrike | Paris Saint-Germain FC   |
| 5  | MF   | Matías Almeyda       | 29                   | 33      |     | Italien   | Parma AC                 |
| 6  | F    | Walter Samuel        | 24                   | 30      |     | Italien   | AS Roma                  |
| 7  | A    | Claudio López        | 28                   | 49      |     | Italien   | SS Lazio                 |
| 8  | MF   | Javier Zanetti       | 28                   | 66      |     | Italien   | FC Internazionale Milano |
| 9  | A    | Gabriel Batistuta    | 33                   | 75      |     | Italien   | AS Roma                  |
| 10 | MF   | Ariel Ortega         | 28                   | 81      |     | Argentina | CA River Plate           |
| 11 | MF   | Juan Sebastián Verón | 27                   | 47      |     | England   | Manchester United FC     |
| 12 | MV   | Pablo Cavallero      | 29                   | 8       |     | Spanien   | RC Celta de Vigo         |
| 13 | F    | Diego Placente       | 25                   | 6       |     | Tyskland  | TSV Bayer 04 Leverkusen  |
| 14 | MF   | Diego Simeone        | 32                   | 104     |     | Italien   | SS Lazio                 |
| 15 | MF   | Claudio Husaín       | 27                   | 14      |     | Argentina | CA River Plate           |
| 16 | MF   | Pablo Aimar          | 22                   | 18      |     | Spanien   | Valencia CF              |
| 17 | A    | Gustavo López        | 29                   | 31      |     | Spanien   | RC Celta de Vigo         |
| 18 | A    | Kily González        | 27                   | 30      |     | Spanien   | Valencia CF              |
| 19 | A    | Hernán Crespo        | 26                   | 33      |     | Italien   | SS Lazio                 |
| 20 | MF   | Marcelo Gallardo     | 26                   | 42      |     | Frankrike | AS Monaco FC             |
| 21 | A    | Claudio Caniggia     | 35                   | 50      |     | Skottland | Rangers FC               |
| 22 | F    | José Chamot          | 33                   | 42      |     | Italien   | AC Milan                 |
| 23 | MV   | Roberto Oscar Bonano | 32                   | 13      |     | Spanien   | FC Barcelona             |

### England
Förbundskapten: Sven-Göran Eriksson
| Nr | Pos. | Namn             | Födelsedatum (ålder) | Matcher | Mål |          | Klubb                |
| -- | ---- | ---------------- | -------------------- | ------- | --- | -------- | -------------------- |
| 1  | MV   | David Seaman     | 38                   | 68      |     | England  | Arsenal FC           |
| 2  | F    | Danny Mills      | 25                   | 6       |     | England  | Leeds United FC      |
| 3  | F    | Ashley Cole      | 21                   | 8       |     | England  | Arsenal FC           |
| 4  | MF   | Trevor Sinclair  | 29                   | 4       |     | England  | West Ham United FC   |
| 5  | F    | Rio Ferdinand    | 23                   | 21      |     | England  | Leeds United FC      |
| 6  | F    | Sol Campbell     | 27                   | 45      |     | England  | Arsenal FC           |
| 7  | MF   | David Beckham    | 27                   | 49      |     | England  | Manchester United FC |
| 8  | MF   | Paul Scholes     | 27                   | 43      |     | England  | Manchester United FC |
| 9  | A    | Robbie Fowler    | 27                   | 24      |     | England  | Leeds United FC      |
| 10 | A    | Michael Owen     | 22                   | 35      |     | England  | Liverpool FC         |
| 11 | A    | Emile Heskey     | 24                   | 23      |     | England  | Liverpool FC         |
| 12 | F    | Wes Brown        | 22                   | 5       |     | England  | Manchester United FC |
| 13 | MV   | Nigel Martyn     | 35                   | 22      |     | England  | Leeds United FC      |
| 14 | F    | Wayne Bridge     | 21                   | 4       |     | England  | Southampton FC       |
| 15 | F    | Martin Keown     | 36                   | 42      |     | England  | Arsenal FC           |
| 16 | F    | Gareth Southgate | 31                   | 48      |     | England  | Middlesbrough FC     |
| 17 | A    | Teddy Sheringham | 36                   | 46      |     | England  | Tottenham Hotspur FC |
| 18 | MF   | Owen Hargreaves  | 21                   | 5       |     | Tyskland | FC Bayern München    |
| 19 | MF   | Joe Cole         | 20                   | 5       |     | England  | West Ham United FC   |
| 20 | A    | Darius Vassell   | 22                   | 4       |     | England  | Aston Villa FC       |
| 21 | MF   | Nicky Butt       | 27                   | 18      |     | England  | Manchester United FC |
| 22 | MV   | David James      | 31                   | 8       |     | England  | West Ham United FC   |
| 23 | MF   | Kieron Dyer      | 23                   | 9       |     | England  | Newcastle United FC  |

### Nigeria
Förbundskapten: Festus Onigbinde
| Nr | Pos. | Namn                | Födelsedatum (ålder) | Matcher | Mål |               | Klubb                  |
| -- | ---- | ------------------- | -------------------- | ------- | --- | ------------- | ---------------------- |
| 1  | MV   | Ike Shorunmu        | 34                   | 34      |     | Schweiz       | Lausanne Sports        |
| 2  | MF   | Joseph Yobo         | 21                   | 14      |     | Frankrike     | Olympique de Marseille |
| 3  | F    | Celestine Babayaro  | 23                   | 24      |     | England       | Chelsea FC             |
| 4  | A    | Nwankwo Kanu        | 26                   | 33      |     | England       | Arsenal FC             |
| 5  | F    | Isaac Okoronkwo     | 24                   | 12      |     | Ukraina       | FC Sjachtar Donetsk    |
| 6  | F    | Taribo West         | 28                   | 38      |     | Tyskland      | 1. FC Kaiserslautern   |
| 7  | A    | Pius Ikedia         | 21                   | 9       |     | Nederländerna | AFC Ajax               |
| 8  | MF   | Mutiu Adepoju       | 31                   | 49      |     | Spanien       | UD Salamanca           |
| 9  | A    | Bartholomew Ogbeche | 18                   | 4       |     | Frankrike     | Paris Saint-Germain FC |
| 10 | MF   | Jay-Jay Okocha      | 28                   | 56      |     | Frankrike     | Paris Saint-Germain FC |
| 11 | MF   | Garba Lawal         | 28                   | 34      |     | Nederländerna | Roda JC                |
| 12 | MV   | Austin Ejide        | 17                   | 3       |     | Nigeria       | Gabros International   |
| 13 | F    | Rabiu Afolabi       | 22                   | 5       |     | Belgien       | Standard Liège         |
| 14 | F    | Ifeanyi Udeze       | 21                   | 15      |     | Grekland      | Panathinaikos FC       |
| 15 | MF   | Justice Christopher | 20                   | 7       |     | Belgien       | Royal Antwerp FC       |
| 16 | F    | Efetobore Sodje     | 30                   | 7       |     | England       | Crewe Alexandra FC     |
| 17 | A    | Julius Aghahowa     | 19                   | 17      |     | Ukraina       | FC Sjachtar Donetsk    |
| 18 | A    | Benedict Akwuegbu   | 28                   | 16      |     | Kina          | Shenyang Haishi        |
| 19 | F    | Eric Ejiofor        | 22                   | 12      |     | Israel        | Maccabi Haifa FC       |
| 20 | MF   | James Obiorah       | 23                   | 2       |     | Ryssland      | Lokomotiv Moskva       |
| 21 | A    | John Utaka          | 19                   | 4       |     | Qatar         | Al Sadd                |
| 22 | MV   | Vincent Enyeama     | 19                   | 2       |     | Nigeria       | Enyimba                |
| 23 | A    | Femi Opabunmi       | 17                   | 2       |     | Nigeria       | SC Ibadan              |

### Sverige
Förbundskaptener: Lars Lagerbäck och Tommy Söderberg
| Nr | Pos. | Namn                 | Födelsedatum (ålder) | Matcher | Mål |               | Klubb            |
| -- | ---- | -------------------- | -------------------- | ------- | --- | ------------- | ---------------- |
| 1  | MV   | Magnus Hedman        | 30                   | 44      |     | England       | Coventry City FC |
| 2  | F    | Olof Mellberg        | 24                   | 21      |     | England       | Aston Villa FC   |
| 3  | F    | Patrik Andersson     | 30                   | 95      |     | Spanien       | FC Barcelona     |
| 4  | F    | Johan Mjällby        | 31                   | 35      |     | Skottland     | Celtic FC        |
| 5  | F    | Michael Svensson     | 26                   | 11      |     | Frankrike     | Troyes AC        |
| 6  | MF   | Tobias Linderoth     | 23                   | 19      |     | England       | Everton FC       |
| 7  | MF   | Niclas Alexandersson | 30                   | 58      |     | England       | Everton FC       |
| 8  | MF   | Anders Svensson      | 25                   | 24      |     | England       | Southampton FC   |
| 9  | MF   | Fredrik Ljungberg    | 25                   | 31      |     | England       | Arsenal FC       |
| 10 | A    | Marcus Allbäck       | 28                   | 18      |     | Nederländerna | SC Heerenveen    |
| 11 | A    | Henrik Larsson       | 30                   | 67      |     | Skottland     | Celtic FC        |
| 12 | MV   | Magnus Kihlstedt     | 30                   | 12      |     | Danmark       | FC Köpenhamn     |
| 13 | F    | Tomas Antonelius     | 29                   | 6       |     | Danmark       | FC Köpenhamn     |
| 14 | F    | Erik Edman           | 23                   | 5       |     | Nederländerna | SC Heerenveen    |
| 15 | F    | Andreas Jakobsson    | 29                   | 12      |     | Tyskland      | FC Hansa Rostock |
| 16 | F    | Teddy Lučić          | 29                   | 41      |     | Sverige       | AIK              |
| 17 | MF   | Magnus Svensson      | 33                   | 24      |     | Danmark       | Brøndby IF       |
| 18 | MF   | Mattias Jonson       | 28                   | 23      |     | Danmark       | Brøndby IF       |
| 19 | MF   | Pontus Farnerud      | 22                   | 2       |     | Frankrike     | AS Monaco FC     |
| 20 | MF   | Daniel Andersson     | 24                   | 38      |     | Italien       | Venezia AC       |
| 21 | A    | Zlatan Ibrahimović   | 20                   | 9       |     | Nederländerna | AFC Ajax         |
| 22 | A    | Andreas Andersson    | 28                   | 32      |     | Sverige       | AIK              |
| 23 | MV   | Andreas Isaksson     | 20                   | 1       |     | Sverige       | Djurgårdens IF   |

## Grupp G

### Ecuador
Förbundskapten: Hernán Darío Gómez
| Nr | Pos. | Namn               | Födelsedatum (ålder) | Matcher | Mål |           | Klubb          |
| -- | ---- | ------------------ | -------------------- | ------- | --- | --------- | -------------- |
| 1  | MV   | Jose Cevallos      | 31                   | 62      |     | Ecuador   | Barcelona SC   |
| 2  | F    | Augusto Porozo     | 28                   | 26      |     | Ecuador   | CS Emelec      |
| 3  | F    | Ivan Hurtado       | 27                   | 90      |     | Ecuador   | Barcelona SC   |
| 4  | F    | Ulises de la Cruz  | 27                   | 52      |     | Skottland | Hibernian FC   |
| 5  | MF   | Alfonso Obregon    | 30                   | 40      |     | Ecuador   | LDU Quito      |
| 6  | F    | Raul Guerron       | 25                   | 23      |     | Ecuador   | SD Quito       |
| 7  | MF   | Nicolas Asencio    | 27                   | 4       |     | Ecuador   | Barcelona SC   |
| 8  | F    | Luis Gomez         | 20                   | 8       |     | Ecuador   | Barcelona SC   |
| 9  | A    | Iván Kaviedes      | 24                   | 26      |     | Ecuador   | Barcelona SC   |
| 10 | MF   | Álex Aguinaga      | 33                   | 92      |     | Mexiko    | Necaxa         |
| 11 | A    | Agustin Delgado    | 27                   | 46      |     | England   | Southampton FC |
| 12 | MV   | Oswaldo Ibarra     | 32                   | 21      |     | Ecuador   | CD El Nacional |
| 13 | A    | Angel Fernandez    | 30                   | 68      |     | Ecuador   | CD El Nacional |
| 14 | MF   | Juan Burbano       | 33                   | 18      |     | Ecuador   | CD El Nacional |
| 15 | F    | Marlon Ayovi       | 30                   | 26      |     | Ecuador   | SD Quito       |
| 16 | MF   | Cleber Chala       | 30                   | 64      |     | Ecuador   | CD El Nacional |
| 17 | F    | Giovanny Espinoza  | 25                   | 19      |     | Ecuador   | Aucas          |
| 18 | MF   | Carlos Tenorio     | 23                   | 9       |     | Ecuador   | SD Quito       |
| 19 | MF   | Edison Mendez      | 23                   | 24      |     | Ecuador   | SD Quito       |
| 20 | MF   | Edwin Tenorio      | 25                   | 33      |     | Ecuador   | Barcelona SC   |
| 21 | MF   | Wellington Sanchez | 27                   | 35      |     | Ecuador   | CS Emelec      |
| 22 | MV   | Daniel Viteri      | 21                   | 0       |     | Ecuador   | CS Emelec      |
| 23 | F    | Walter Ayovi       | 22                   | 2       |     | Ecuador   | CS Emelec      |

### Italien
Förbundskapten: Giovanni Trapattoni
| Nr | Pos. | Namn                 | Födelsedatum (ålder) | Matcher | Mål |         | Klubb                    |
| -- | ---- | -------------------- | -------------------- | ------- | --- | ------- | ------------------------ |
| 1  | MV   | Gianluigi Buffon     | 24                   | 26      |     | Italien | Juventus FC              |
| 2  | F    | Christian Panucci    | 29                   | 24      |     | Italien | AS Roma                  |
| 3  | F    | Paolo Maldini        | 34                   | 122     |     | Italien | AC Milan                 |
| 4  | MF   | Francesco Coco       | 25                   | 13      |     | Spanien | FC Barcelona             |
| 5  | F    | Fabio Cannavaro      | 28                   | 58      |     | Italien | Parma AC                 |
| 6  | MF   | Cristiano Zanetti    | 25                   | 4       |     | Italien | FC Internazionale Milano |
| 7  | A    | Alessandro del Piero | 27                   | 49      |     | Italien | Juventus FC              |
| 8  | MF   | Gennaro Gattuso      | 24                   | 13      |     | Italien | AC Milan                 |
| 9  | A    | Filippo Inzaghi      | 28                   | 38      |     | Italien | AC Milan                 |
| 10 | A    | Francesco Totti      | 24                   | 29      |     | Italien | AS Roma                  |
| 11 | MF   | Cristiano Doni       | 29                   | 3       |     | Italien | Atalanta BC              |
| 12 | MV   | Christian Abbiati    | 24                   | 0       |     | Italien | AC Milan                 |
| 13 | F    | Alessandro Nesta     | 26                   | 43      |     | Italien | SS Lazio                 |
| 14 | MF   | Luigi Di Biagio      | 32                   | 28      |     | Italien | FC Internazionale Milano |
| 15 | F    | Mark Iuliano         | 28                   | 16      |     | Italien | Juventus FC              |
| 16 | MF   | Angelo Di Livio      | 35                   | 38      |     | Italien | ACF Fiorentina           |
| 17 | MF   | Damiano Tommasi      | 28                   | 14      |     | Italien | AS Roma                  |
| 18 | A    | Marco Delvecchio     | 29                   | 16      |     | Italien | AS Roma                  |
| 19 | MF   | Gianluca Zambrotta   | 25                   | 23      |     | Italien | Juventus FC              |
| 20 | A    | Vincenzo Montella    | 28                   | 14      |     | Italien | AS Roma                  |
| 21 | A    | Christian Vieri      | 28                   | 24      |     | Italien | FC Internazionale Milano |
| 22 | MV   | Francesco Toldo      | 30                   | 22      |     | Italien | FC Internazionale Milano |
| 23 | F    | Marco Materazzi      | 28                   | 7       |     | Italien | FC Internazionale Milano |

### Kroatien
Förbundskapten: Mirko Jozić
| Nr | Pos. | Namn              | Födelsedatum (ålder) | Matcher | Mål |          | Klubb                    |
| -- | ---- | ----------------- | -------------------- | ------- | --- | -------- | ------------------------ |
| 1  | MV   | Stipe Pletikosa   | 23                   | 17      |     | Kroatien | Hajduk Split             |
| 2  | F    | Anthony Šerić     | 23                   | 8       |     | Italien  | Hellas Verona            |
| 3  | F    | Josip Šimunić     | 24                   | 6       |     | Tyskland | Hertha BSC Berlin        |
| 4  | MF   | Stjepan Tomas     | 26                   | 17      |     | Italien  | Vicenza Calcio           |
| 5  | MF   | Milan Rapaić      | 28                   | 23      |     | Turkiet  | Fenerbahçe SK            |
| 6  | F    | Boris Živković    | 26                   | 15      |     | Tyskland | TSV Bayer 04 Leverkusen  |
| 7  | MF   | Davor Vugrinec    | 27                   | 21      |     | Italien  | US Lecce                 |
| 8  | MF   | Robert Prosinečki | 33                   | 48      |     | England  | Portsmouth FC            |
| 9  | A    | Davor Šuker       | 34                   | 68      |     | Tyskland | TSV 1860 München         |
| 10 | MF   | Niko Kovač        | 30                   | 20      |     | Tyskland | FC Bayern München        |
| 11 | A    | Alen Bokšić       | 32                   | 36      |     | England  | Middlesbrough FC         |
| 12 | MV   | Tomislav Butina   | 28                   | 7       |     | Kroatien | Dinamo Zagreb            |
| 13 | MF   | Mario Stanić      | 30                   | 43      |     | England  | Chelsea FC               |
| 14 | MF   | Zvonimir Soldo    | 34                   | 59      |     | Tyskland | VfB Stuttgart            |
| 15 | F    | Daniel Šarić      | 23                   | 25      |     | Grekland | Panathinaikos FC         |
| 16 | MF   | Jurica Vranješ    | 28                   | 7       |     | Tyskland | TSV Bayer 04 Leverkusen  |
| 17 | F    | Robert Jarni      | 33                   | 78      |     | Grekland | Panathinaikos FC         |
| 18 | A    | Ivica Olić        | 22                   | 4       |     | Kroatien | NK Zagreb                |
| 19 | A    | Goran Vlaović     | 30                   | 50      |     | Grekland | Panathinaikos FC         |
| 20 | F    | Dario Šimić       | 26                   | 48      |     | Italien  | FC Internazionale Milano |
| 21 | F    | Robert Kovač      | 28                   | 19      |     | Tyskland | FC Bayern München        |
| 22 | A    | Boško Balaban     | 23                   | 13      |     | England  | Aston Villa FC           |
| 23 | MV   | Vladimir Vasilj   | 26                   | 2       |     | Kroatien | NK Zagreb                |

### Mexiko
Förbundskapten: Javier Aguirre
| Nr | Pos. | Namn                | Födelsedatum (ålder) | Matcher | Mål |           | Klubb                 |
| -- | ---- | ------------------- | -------------------- | ------- | --- | --------- | --------------------- |
| 1  | MV   | Óscar Pérez         | 29                   | 37      |     | Mexiko    | Cruz Azul             |
| 2  | F    | Gabriel de Anda     | 31                   | 15      |     | Mexiko    | CF Pachuca            |
| 3  | MF   | Rafael García       | 27                   | 21      |     | Mexiko    | Club Toluca           |
| 4  | MF   | Rafael Márquez      | 23                   | 36      |     | Frankrike | AS Monaco FC          |
| 5  | F    | Manuel Vidrio       | 29                   | 27      |     | Mexiko    | CF Pachuca            |
| 6  | MF   | Gerardo Torrado     | 23                   | 28      |     | Spanien   | Sevilla FC            |
| 7  | MF   | Ramón Morales       | 26                   | 17      |     | Mexiko    | Chivas de Guadalajara |
| 8  | MF   | Alberto García Aspe | 35                   | 108     |     | Mexiko    | Puebla FC             |
| 9  | A    | Jared Borgetti      | 28                   | 29      |     | Mexiko    | Santos Laguna         |
| 10 | A    | Cuauhtémoc Blanco   | 29                   | 75      |     | Spanien   | Real Valladolid       |
| 11 | MF   | Braulio Luna        | 27                   | 15      |     | Mexiko    | Necaxa                |
| 12 | MV   | Oswaldo Sánchez     | 28                   | 22      |     | Mexiko    | Chivas de Guadalajara |
| 13 | MF   | Sigifredo Mercado   | 33                   | 18      |     | Mexiko    | CF Atlas              |
| 14 | MF   | Germán Villa        | 29                   | 46      |     | Mexiko    | Club América          |
| 15 | A    | Luis Hernández      | 33                   | 85      |     | Mexiko    | Club América          |
| 16 | F    | Salvador Carmona    | 26                   | 56      |     | Mexiko    | Club Toluca           |
| 17 | A    | Francisco Palencia  | 29                   | 67      |     | Spanien   | RCD Espanyol          |
| 18 | MF   | Johan Rodríguez     | 26                   | 14      |     | Mexiko    | Santos Laguna         |
| 19 | MF   | Gabriel Caballero   | 31                   | 5       |     | Mexiko    | CF Pachuca            |
| 20 | F    | Melvin Brown        | 23                   | 8       |     | Mexiko    | Cruz Azul             |
| 21 | A    | Jesús Arellano      | 29                   | 49      |     | Mexiko    | CF Monterrey          |
| 22 | F    | Alberto Rodríguez   | 28                   | 13      |     | Mexiko    | CF Pachuca            |
| 23 | MV   | Jorge Campos        | 35                   | 123     |     | Mexiko    | UNAM Pumas            |

## Grupp H

### Belgien
Förbundskapten: Robert Waseige
| Nr | Pos. | Namn                   | Födelsedatum (ålder) | Matcher | Mål |               | Klubb                  |
| -- | ---- | ---------------------- | -------------------- | ------- | --- | ------------- | ---------------------- |
| 1  | MV   | Geert de Vlieger       | 30                   | 25      |     | Nederländerna | Willem II Tilburg      |
| 2  | F    | Eric Deflandre         | 28                   | 41      |     | Frankrike     | Olympique Lyonnais     |
| 3  | F    | Glen de Boeck          | 30                   | 33      |     | Belgien       | RSC Anderlecht         |
| 4  | F    | Eric van Meir          | 34                   | 32      |     | Belgien       | Standard Liège         |
| 5  | F    | Nico van Kerckhoven    | 31                   | 40      |     | Tyskland      | FC Schalke 04          |
| 6  | MF   | Timmy Simons           | 25                   | 12      |     | Belgien       | Club Brugge KV         |
| 7  | A    | Marc Wilmots           | 33                   | 66      |     | Tyskland      | FC Schalke 04          |
| 8  | MF   | Bart Goor              | 29                   | 38      |     | Tyskland      | Hertha BSC Berlin      |
| 9  | A    | Wesley Sonck           | 23                   | 12      |     | Belgien       | KRC Genk               |
| 10 | MF   | Johan Walem            | 30                   | 33      |     | Belgien       | Standard Liège         |
| 11 | MF   | Gert Verheyen          | 29                   | 46      |     | Belgien       | Club Brugge KV         |
| 12 | F    | Peter van der Heyden   | 25                   | 4       |     | Belgien       | Club Brugge KV         |
| 13 | MV   | Franky Vandendriessche | 31                   | 0       |     | Belgien       | RE Mouscron            |
| 14 | MF   | Sven Vermant           | 29                   | 12      |     | Tyskland      | FC Schalke 04          |
| 15 | F    | Jacky Peeters          | 33                   | 13      |     | Belgien       | KAA Gent               |
| 16 | F    | Daniel van Buyten      | 24                   | 7       |     | Frankrike     | Olympique de Marseille |
| 17 | MF   | Gaëtan Englebert       | 26                   | 4       |     | Belgien       | Club Brugge KV         |
| 18 | MF   | Yves Vanderhaeghe      | 32                   | 30      |     | Belgien       | RSC Anderlecht         |
| 19 | MF   | Bernd Thijs            | 24                   | 2       |     | Belgien       | KRC Genk               |
| 20 | A    | Branko Strupar         | 32                   | 14      |     | England       | Derby County FC        |
| 21 | MF   | Danny Boffin           | 36                   | 52      |     | Belgien       | K Sint-Truidense VV    |
| 22 | A    | Mbo Mpenza             | 25                   | 26      |     | Belgien       | RE Mouscron            |
| 23 | MV   | Frédéric Herpoel       | 27                   | 7       |     | Belgien       | KAA Gent               |

### Japan
Förbundskapten: Philippe Troussier
| Nr | Pos. | Namn                 | Födelsedatum (ålder) | Matcher | Mål |               | Klubb                |
| -- | ---- | -------------------- | -------------------- | ------- | --- | ------------- | -------------------- |
| 1  | MV   | Yoshikatsu Kawaguchi | 26                   | 43      |     | England       | Portsmouth FC        |
| 2  | F    | Yutaka Akita         | 31                   | 38      |     | Japan         | Kashima Antlers      |
| 3  | F    | Naoki Matsuda        | 23                   | 24      |     | Japan         | Yokohama F. Marinos  |
| 4  | F    | Ryuzo Morioka        | 26                   | 32      |     | Japan         | Shimizu S-Pulse      |
| 5  | MF   | Junichi Inamoto      | 22                   | 22      |     | England       | Arsenal FC           |
| 6  | F    | Toshihiro Hattori    | 28                   | 35      |     | Japan         | Júbilo Iwata         |
| 7  | MF   | Hidetoshi Nakata     | 25                   | 39      |     | Italien       | Parma AC             |
| 8  | MF   | Hiroaki Morishima    | 30                   | 57      |     | Japan         | Cerezo Osaka         |
| 9  | A    | Akinori Nishizawa    | 25                   | 24      |     | Japan         | Cerezo Osaka         |
| 10 | A    | Masashi Nakayama     | 34                   | 47      |     | Japan         | Júbilo Iwata         |
| 11 | A    | Takayuki Suzuki      | 25                   | 10      |     | Japan         | Kashima Antlers      |
| 12 | MV   | Seigo Narazaki       | 26                   | 15      |     | Japan         | Nagoya Grampus Eight |
| 13 | A    | Atsushi Yanagisawa   | 25                   | 22      |     | Japan         | Kashima Antlers      |
| 14 | MF   | Alex                 | 24                   | 0       |     | Japan         | Shimizu S-Pulse      |
| 15 | MF   | Takashi Fukunishi    | 25                   | 5       |     | Japan         | Júbilo Iwata         |
| 16 | F    | Koji Nakata          | 22                   | 20      |     | Japan         | Kashima Antlers      |
| 17 | F    | Tsuneyasu Miyamoto   | 25                   | 5       |     | Japan         | Gamba Osaka          |
| 18 | MF   | Shinji Ono           | 22                   | 21      |     | Nederländerna | Feyenoord            |
| 19 | MF   | Mitsuo Ogasawara     | 23                   | 0       |     | Japan         | Kashima Antlers      |
| 20 | MF   | Tomokazu Myojin      | 24                   | 16      |     | Japan         | Kashima Antlers      |
| 21 | MF   | Kazuyuki Toda        | 24                   | 10      |     | Japan         | Shimizu S-Pulse      |
| 22 | MF   | Daisuke Ichikawa     | 22                   | 1       |     | Japan         | Shimizu S-Pulse      |
| 23 | MV   | Hitoshi Sogahata     | 22                   | 1       |     | Japan         | Kashima Antlers      |

### Ryssland
Förbundskapten: Oleg Romantsev
| Nr | Pos. | Namn                  | Födelsedatum (ålder) | Matcher | Mål |               | Klubb                     |
| -- | ---- | --------------------- | -------------------- | ------- | --- | ------------- | ------------------------- |
| 1  | MV   | Ruslan Nigmatullin    | 27                   | 20      |     | Italien       | Hellas Verona             |
| 2  | F    | Jurij Kovtun          | 32                   | 44      |     | Ryssland      | FC Spartak Moskva         |
| 3  | F    | Jurij Nikiforov       | 31                   | 56      |     | Nederländerna | PSV Eindhoven             |
| 4  | MF   | Alexej Smertin        | 27                   | 26      |     | Frankrike     | FC Girondins de Bordeaux  |
| 5  | F    | Andrej Solomatin      | 26                   | 5       |     | Ryssland      | CSKA Moskva               |
| 6  | MF   | Igor Semsjov          | 24                   | 2       |     | Ryssland      | Torpedo Moskva            |
| 7  | F    | Viktor Onopko         | 32                   | 97      |     | Spanien       | Real Oviedo               |
| 8  | MF   | Valerij Karpin        | 33                   | 69      |     | Spanien       | RC Celta de Vigo          |
| 9  | MF   | Jegor Titov           | 26                   | 33      |     | Ryssland      | FC Spartak Moskva         |
| 10 | MF   | Aleksandr Mostovoj    | 33                   | 59      |     | Spanien       | RC Celta de Vigo          |
| 11 | A    | Vladimir Bestjastnych | 28                   | 64      |     | Ryssland      | FC Spartak Moskva         |
| 12 | MV   | Stanislav Tjertjesov  | 38                   | 49      |     | Österrike     | FC Wacker Tirol           |
| 13 | F    | Vjacheslav Daev       | 29                   | 7       |     | Ryssland      | CSKA Moskva               |
| 14 | F    | Igor Chugainov        | 32                   | 30      |     | Ryssland      | Uralan Elista             |
| 15 | MF   | Dmitrij Alenitjev     | 29                   | 43      |     | Portugal      | FC Porto                  |
| 16 | A    | Aleksander Kerzjakov  | 19                   | 3       |     | Ryssland      | FC Zenit Sankt Petersburg |
| 17 | MF   | Sergej Semak          | 26                   | 30      |     | Ryssland      | CSKA Moskva               |
| 18 | F    | Dmitrij Sennikov      | 26                   | 4       |     | Ryssland      | Lokomotiv Moskva          |
| 19 | A    | Ruslan Pimenov        | 20                   | 1       |     | Ryssland      | Lokomotiv Moskva          |
| 20 | MF   | Marat Izmajlov        | 19                   | 8       |     | Ryssland      | Lokomotiv Moskva          |
| 21 | MF   | Dmitrij Khokhlov      | 26                   | 38      |     | Spanien       | Real Sociedad             |
| 22 | A    | Dmitrij Sytjov        | 18                   | 3       |     | Ryssland      | FC Spartak Moskva         |
| 23 | MV   | Aleksandr Filimonov   | 28                   | 16      |     | Ryssland      | Uralan Elista             |

### Tunisien
Förbundskapten: Ammar Souayah
| Nr | Pos. | Namn            | Födelsedatum (ålder) | Matcher | Mål |               | Klubb         |
| -- | ---- | --------------- | -------------------- | ------- | --- | ------------- | ------------- |
| 1  | MV   | Ali Boumnijel   | 36                   | 14      |     | Frankrike     | SC Bastia     |
| 2  | F    | Khaled Badra    | 29                   | 72      |     | Tunisien      | Espérance     |
| 3  | MF   | Zoubeir Baya    | 31                   | 77      |     | Turkiet       | Beşiktaş JK   |
| 4  | F    | Mohamed Mkacher | 27                   | 15      |     | Tunisien      | ES Sahel      |
| 5  | A    | Ziad Jaziri     | 23                   | 26      |     | Tunisien      | ES Sahel      |
| 6  | F    | Hatem Trabelsi  | 25                   | 27      |     | Nederländerna | AFC Ajax      |
| 7  | MF   | Imed Mhedhebi   | 26                   | 30      |     | Italien       | Genoa CFC     |
| 8  | MF   | Hassen Gabsi    | 28                   | 48      |     | Italien       | Genoa CFC     |
| 9  | A    | Riadh Jelassi   | 30                   | 20      |     | Tunisien      | Club Africain |
| 10 | MF   | Kaies Ghodhbane | 26                   | 62      |     | Tunisien      | ES Sahel      |
| 11 | A    | Adel Sellimi    | 29                   | 64      |     | Tyskland      | SC Freiburg   |
| 12 | F    | Raouf Bouzaiene | 31                   | 39      |     | Italien       | Genoa CFC     |
| 13 | MF   | Riadh Bouazizi  | 29                   | 47      |     | Turkiet       | Bursaspor     |
| 14 | F    | Hamdi Marzouki  | 25                   | 7       |     | Tunisien      | Club Africain |
| 15 | F    | Radhi Jaïdi     | 26                   | 40      |     | Tunisien      | Espérance     |
| 16 | MV   | Hassen Bejaoui  | 26                   | 2       |     | Tunisien      | CA Bizertin   |
| 17 | F    | Tarek Thabet    | 30                   | 70      |     | Tunisien      | Espérance     |
| 18 | MF   | Slim Ben Achour | 20                   | 3       |     | Frankrike     | FC Martigues  |
| 19 | F    | Emir Mkademi    | 22                   | 9       |     | Tunisien      | ES Sahel      |
| 20 | A    | Ali Zitouni     | 21                   | 23      |     | Tunisien      | Espérance     |
| 21 | MF   | Mourad Melki    | 27                   | 11      |     | Tunisien      | Espérance     |
| 22 | MV   | Ahmed Jaoachi   | 26                   | 0       |     | Tunisien      | US Monastir   |
| 23 | F    | José Clayton    | 28                   | 12      |     | Tunisien      | Espérance     |